# سید حسین مدرسی طباطبایی
سید حسین مدرسی طباطبایی پژوهشگر، مجتهد ، فقیه ، استاد دانشگاه و نویسندهٔ دینی ایرانی معاصر است. وی از ۱۹۸۳ تاکنون استاد کرسی بیرد داج (به انگلیسی: Bayard Dodge) در دانشکدهٔ مطالعات خاور نزدیک و حقوق اسلامی در دانشکدهٔ حقوق دانشگاه پرینستون است. او عضو پیوستهٔ گلستانه در کالج سنت آنتونی دانشگاه آکسفورد است و استاد مدعو کرسی خادم حرمین شریفین در دانشکدهٔ حقوق دانشگاه هاروارد بوده است. او عضو هیئت ویراستاری ژورنال حقوق اسلامی و خاور نزدیک یوسی‌ال‌ای است.
او پی‌اچ‌دی خود را در سال ۱۹۸۲ از دانشگاه آکسفورد دریافت کرد.

## نسب
از سادات طباطبایی است که نَسَبِ ایشان به ابراهیم طباطبا پسر اسماعیل دیباج  پسر ابراهیم غمر  پسر حسن مثنی  پسر حسن مجتبی می‌رسد. 

## زندگی
یادداشت مؤلف دربارهٔ شرح حال خود:

:حسین مدرسی در قم به دنیا آمد. پس از تحصیلات جدید، به حوزه علمیه پیوست. سطوح عالی فقه و اصول را نزد حضرات آقایان مرحوم فاضل لنکرانی، حسین نوری، یوسف صانعی و مرحوم آیت‌الله‌سلطانی، و متون فلسفی را خدمت آقایان محمد محمدی گیلانی، جوادی آملی، محمد شاه‌آبادی، و مرحوم مرتضی مطهری فرا گرفت. خارج فقه و اصول را عمدتاً درمحضر مرحوم آیت‌الله سید محمد محقق داماد (یک سال) و آیت‌الله مرتضی حائری طاب ثراه (ده سال) شاگردی کرد. هم‌زمان به تدریس متون‌درسی رایج در حوزه نیز می‌پرداخت که تا سطوح عالی ادامه داد. از سال۱۳۵۵ متناوباً، و از سال ۱۳۵۸ مستمراً، برای ادامه تحصیلات جدید درانگلستان به سر برد. در سال ۱۳۶۱ دوره دکتری خود را در دانشگاه آکسفورد به پایان برد و برای تدریس به دانشگاه پرینستون آمریکا دعوت شد که از آن‌زمان تا کنون در همان‌جا مقیم و عهده‌دار کرسی بیرد داج آن دانشگاه‌است. او هم‌زمان در دانشکده مطالعات بین‌المللی دانشگاه کلمبیا در شهرنیویورک، و در کالج سینت انتونی دانشگاه آکسفورد نیز عهده‌دار کرسی مهدی (کلمبیا) و گلستانه (آکسفورد) است. همچنین به تناوب در دانشکده‌حقوق دانشگاه ییل و هاروارد نیز تدریس کرده و مدّت نه سال عضو شورای عالی نظارت بر دانشگاه هاروارد بوده است.

## نوشته‌ها
در زمینه نگارش، از ایام نوجوانی در اواسط دهه چهل به نوشتن مقالات اجتماعی و سپس مذهبی در روزنامه‌ها و مجلات مذهبی (مانند مجله مکتب‌اسلام) می‌پرداخت که سپس با پژوهش‌های تاریخی در مجلات ادبی تهران (مانند ماهنامه‌های وحید و بررسی‌های تاریخی) ادامه داد. در سال‌های ۱۳۵۰تا ۱۳۵۵ شماری کتاب در مورد پیشینه تاریخی شهر قم و اسناد تاریخی به‌چاپ رسانید. در بیست و پنج سال اخیر، تحقیقات و نوشته‌های اسلامی او دردو زمینه حقوق اسلامی و تاریخ تشیع متمرکز شده که از آن میان، این کتاب‌هابه فارسی درآمده‌است:
- زمین در فقه اسلامی، دو جلد (تهران: دفتر نشر فرهنگ اسلامی، ۱۳۶۲)
- مقدمه‌ای بر فقه شیعه، ترجمه محمد آصف فکرت، (مشهد: بنیاد پژوهش‌های اسلامی آستان قدس رضوی، ۱۳۶۸)
- مکتب در فرایند تکامل، ترجمه هشام ایزد پناه (پرینستون: انتشارات داروین، ۱۳۷۳) (اخیراً انتشارات کویر در تهران با مقدمه تازه‌ای از سوی مؤلف آن را نشر داده‌است). مدرسی با چاپ ترجمهٔ کتابش مکتب در فرایند تکامل پس از ۱۳ سال در سال ۱۳۸۶ در ایران در کانون توجه همگان قرار گرفت.
- میراث مکتوب شیعه از سه قرن نخستین هجری، ترجمه سید علی قرایی و رسول‌جعفریان (قم: کتابخانه تخصصی تاریخ، ۱۳۸۳) (همین کتاب).[۷]

## زندگی شخصی
مدرسی داماد مجدالدین محلاتی است. همسر او امینه محلاتی مدرس زبان فارسی در دانشگاه پرینستون است.